# (25142) Hopf
(25142) Hopf (1998 SA28) – planetoida z pasa głównego asteroid okrążająca Słońce w ciągu 4 lat i 208 dni w średniej odległości 2,75 j.a. Została odkryta 26 września 1998 roku w Prescott Observatory w Arizonie przez Paula Combę.